# Естелл-Манор (Нью-Джерсі)
Естелл-Манор (англ. Estell Manor) — місто (англ. city) в США, в окрузі Атлантик штату Нью-Джерсі. Населення — 1668 осіб (2020).

## Географія
Естелл-Манор розташований за координатами 39°21′14″ пн. ш. 74°46′30″ зх. д. / 39.35389° пн. ш. 74.77500° зх. д. (39.353933, -74.775135).  За даними Бюро перепису населення США в 2010 році місто мало площу 142,70 км², з яких 138,10 км² — суходіл та 4,60 км² — водойми.

## Демографія
Згідно з переписом 2010 року, у місті мешкало 1735 осіб у 619 домогосподарствах у складі 488 родин. Було 673 помешкання
Расовий склад населення:
| - 96,5 % — білих - 1,6 % — азіатів - 0,9 % — чорних або афроамериканців - 0,1 % — корінних американців |

До двох чи більше рас належало 0,7 %. Частка іспаномовних становила 1,0 % від усіх жителів.
За віковим діапазоном населення розподілялося таким чином: 23,9 % — особи молодші 18 років, 65,0 % — особи у віці 18—64 років, 11,1 % — особи у віці 65 років та старші. Медіана віку мешканця становила 43,4 року. На 100 осіб жіночої статі у місті припадало 98,3 чоловіків;  на 100 жінок у віці від 18 років та старших — 99,8 чоловіків також старших 18 років.
Середній дохід на одне домашнє господарство  становив 87 113 долари США (медіана — 78 750), а середній дохід на одну сім'ю — 95 099 доларів (медіана — 85 000). Медіана доходів становила 53 947 доларів для чоловіків та 36 250 доларів для жінок. За межею бідності перебувало 5,1 % осіб, у тому числі 6,7 % дітей у віці до 18 років та 4,2 % осіб у віці 65 років та старших.
Цивільне працевлаштоване населення становило 939 осіб. Основні галузі зайнятості: освіта, охорона здоров'я та соціальна допомога — 26,5 %, будівництво — 13,8 %, роздрібна торгівля — 9,4 %, публічна адміністрація — 9,3 %.